# Wschodnioniemiecka Formuła Easter Sezon 1974
1974 – trzeci sezon Wschodnioniemieckiej Formuły Easter, rozgrywany w ramach mistrzostw NRD według przepisów Formuły Easter.

## Kalendarz wyścigów
| Runda | Data        | Tor         | Pole position | Najszybsze okrążenie | Zwycięzca (kierowcy) | Zwycięzca (zespoły) |
| ----- | ----------- | ----------- | ------------- | -------------------- | -------------------- | ------------------- |
| 1     | 9 czerwca   | Bautzen     | ?             | Wolfgang Krug        | Wolfgang Krug        | MC Großenhain       |
| 2     | 15 lipca    | Sachsenring | ?             | Heiner Lindner       | Heiner Lindner       | MC Leipzig          |
| 3     | 4 sierpnia  | Schleiz     | ?             | Karel Jílek          | Karel Jílek          | Studio Praha        |
| 4     | 15 września | Frohburg    | ?             | Ulli Melkus          | Ulli Melkus          | MC Dresden          |

## Klasyfikacja kierowców
| Legenda oznaczeń w tabelach wyników Wyświetl szablon na nowej stronie | Legenda oznaczeń w tabelach wyników Wyświetl szablon na nowej stronie                                                                     |
| Oznaczenie                                                            | Wyjaśnienie |
| --------------------------------------------------------------------- | --- |
| Złoty                                                                 | Zwycięzca lub mistrzostwo |
| Srebrny                                                               | 2. miejsce lub wicemistrzostwo |
| Brązowy                                                               | 3. miejsce lub II wicemistrzostwo |
| Zielony                                                               | Ukończył, punktował (w klasyfikacji generalnej, gdy zdobył co najmniej jeden punkt na przestrzeni sezonu, poza trzema powyższymi opcjami) |
| Niebieski                                                             | Ukończył, nie punktował (w klasyfikacji generalnej, gdy nie zdobył co najmniej jednego punktu na przestrzeni sezonu)                      |
| Czerwony                                                              | Nie zakwalifikował się (NZ) |
| Czerwony                                                              | Nie prekwalifikował się (NPK) |
| Różowy                                                                | Nie ukończył (NU) |
| Różowy                                                                | Niesklasyfikowany (NS) (w klasyfikacji generalnej, gdy nie został sklasyfikowany w żadnym wyścigu sezonu)                                 |
| Czarny                                                                | Zdyskwalifikowany (DK) |
| Czarny                                                                | Wykluczony (WYK/EX) |
| Biały                                                                 | Nie wystartował (NW) |
| Biały                                                                 | Kontuzjowany (K/INJ) |
| Biały                                                                 | Wyścig odwołany (OD/C) |
| Bez koloru                                                            | Został wycofany (WYC/WD) |
| Bez koloru                                                            | Nie przybył (NP/DNA) |
| Bez koloru                                                            | Nie brał udziału w treningach (NT/DNP) |
| Bez koloru                                                            | Nie został zgłoszony (–) |
| Pogrubienie                                                           | Start z pole position |
| Kursywa                                                               | Najszybsze okrążenie wyścigu |
| †                                                                     | Nie ukończył, ale jego rezultat został zaliczony ze względu na przejechanie więcej niż 90% dystansu wyścigu.                              |
| *                                                                     | Sezon w trakcie |
| 1/2/3                                                                 | Punktowana pozycja w sprincie kwalifikacyjnym                                                                                             |
| Lista systemów punktacji Formuły 1                                    | |

| Poz.                                          | Kierowca            | Zespół                | BER | SCH | SLZ | FRO |
| --------------------------------------------- | ------------------- | --------------------- | --- | --- | --- | --- |
| 1                                             | Wolfgang Krug       | MC Großenhain         | 1   | 3   | 5   | 3   |
| 2                                             | Ulli Melkus         | MC Dresden            | 3   | 6   | ?   | 1   |
| 3                                             | Hartmut Thaßler     | MC Rackwitz-Delitzsch | 4   | 7   | 4   | 4   |
| 4                                             | Heiner Lindner      | MC Leipzig            | 2   | 1   | ?   | ?   |
| 5                                             | Wolfgang Küther     | MC Dresden            | ?   | 2   | ?   | 2   |
| 6                                             | Werner Eschrich     | MC Gräfenroda         | ?   | 8   | 8   | 6   |
|                                               | Wolfgang Sprockhoff | MC Berlin             | 5   | 9   | 9   | 5   |
|                                               | Wolfgang Günther    | MC Finsterwalde       | 6   | ?   | ?   | ?   |
|                                               | Günther Klinger     | MC Leipzig            | ?   | ?   | 12  | 7   |
|                                               | Siegfried Scholz    | MC Berlin             | ?   | 13  | ?   | 8   |
|                                               | Dieter Lindner      | MC Dresden            | ?   | 12  | ?   | ?   |
| Kierowcy niedopuszczeni do zdobywania punktów |                     |                       |     |     |     |     |
| NS                                            | Karel Jílek         | Studio Praha          | -   | -   | 1   | -   |
| NS                                            | Jiří Rosický        |                       | -   | -   | 2   | -   |
| NS                                            | Bohumír Plaček      |                       | -   | 4   | 3   | -   |
| NS                                            | Jaroslav Mlček      |                       | -   | 5   | 6   | -   |
| NS                                            | Jiří Vančura        |                       | -   | -   | 7   | -   |
| NS                                            | Jaroslav Koval      |                       | -   | 10  | 11  | -   |
| NS                                            | František Janotka   |                       | -   | 11  | 10  | -   |